# Festival international du film de Ouidah
Pour les articles homonymes, voir Quintessence.
Quintessence – ou Festival international du film de Ouidah – est un festival de cinéma fondé par le réalisateur et producteur béninois Jean Odoutan en 2003 à Ouidah au Bénin.
Il se déroule au début du mois de janvier, autour de la date de la fête nationale du vaudou, fixée au 10 janvier. Les projections, en salle ou en plein air, sont toutes gratuites.
Le festival a pour objectif de faire connaître au public béninois le plus grand nombre de films possibles. La plupart sont en langue française, avec une priorité donnée aux films africains. Cependant des films d'importants réalisateurs ou producteurs ou des films originaux sont également les bienvenus, qu'ils soient américains, asiatiques ou européens.

## Palmarès

### 2003
- Python Royal, Grand Prix du Festival : L'Afrance (France/Sénégal), réalisé par Alain Gomis
- Python de Children, Prix du Public : Le Pari de l'Amour (Côte d'Ivoire), réalisé par Didier Aufort
- Python Pygmée, Prix du Court-métrage : Pressions (Bénin), réalisé par Sanvi Panou
- Python Papou, Prix du Documentaire à Charly Adande (Bénin)

### 2004
- Python Royal (Grand Prix du festival) : Intervention divine de Elia Suleiman (Palestine)
- Python à Tête Noire (Prix du scénario) : Nha fala de Flora Gomes (Guinée Bissau)
- Python Pygmée (Prix du Court Métrage) : Source d'Histoire de Adama Roamba (Burkina Faso)
- Python Papou (Prix du Documentaire) : Si-Gueriki, la reine-mère d'Idrissou Mora Kpaï (Bénin)
- Python de Children (Prix du Public) : Madame Brouette de Moussa Sène Absa (Sénégal) et Nha fala de Flora Gomes (Guinée-Bissau)
- Mention Spéciale du Jury : Me Thao, il fut un temps de Viet Linh (Vietnam)

### 2005
- Python Royal, Grand Prix du Festival : Frontières de Mostéfa Djadjam (Algérie)
- Pytho Pygmée - Prix du court-métrage : Visa d'Ibrahim Letaïef (Tunisie)
- Python Papou - Prix du documentaire : Closed District de Pierre-Yves Vanderweerd (Belgique)
- Python de children - Prix du public : Frontières de Mostéfa Djadjam (Algérie)
- Python à tête noire - Prix du scénario et de l'adaptation : Le Prix du pardon de Mansour Sora Wade (Sénégal)
- Mention spéciale du jury long-métrage : Tenja de Hassan Legzouly (Maroc)
- Prix spécial du jury documentaire :  Après - Un voyage dans le Rwanda de Denis Gheerbrant (France)
- Mention spéciale du jury court-métrage :  La Dictée de Meiji U Tum'si (Congo)

### 2006
- Python Royal, grand prix du festival : La Nuit de la vérité de Fanta Régina Nacro
- Python Pygmée Grand Prix du Court Métrage : 7000km plus loin de Maeva Poli

### 2007
Le jury était présidé par Richard Bohringer. 
- Python Royal, grand prix du festival : Si le vent soulève les sables de Marion Hänsel (Belgique)
- Python Pygmée, prix du court-métrage : Binta et la grande idée de Javier Fesser (Espagne/Sénégal)
- Python Papou, prix du documentaire : Calypso@Dirty Jim’s de Pascale Obolo (Trinidad) - Mention spéciale du jury : Congo River de Thierry Michel (Belgique/Congo) - Encouragements du jury : Juste un peu d'amour de Jemima Catraye (Bénin)
- Python Children, prix du public : Héritages, la sorcière de Francis Zossou  (Bénin)
- Prix Henri Duparc : Bul Deconné de Massaer Seng et Marc Picavez (France/Sénégal - long-métrage).
- Python à Tête noire, Prix du scénario : Kinshasa Palace de Zeka Laplaine (RDC)

### 2008
Le jury long métrage présidé par Tola Koukoui a attribué les prix suivants :
- Python Royal, grand prix du festival : Daratt, Saison Sèche de Mahamat Saleh Haroun (Tchad)
- Mention spéciale du jury : Il va pleuvoir sur Conakry de Cheikh Fantamady Camara (Guinée/France)
- Python à Tête noire, Prix du scénario : Sentence Criminelle de Victor Onana "Prince Dubois" (Cameroun)

Le public a attribué son prix : 
- Python Children, prix du public : Téranga Blues de Moussa Sène Absa  (Sénégal)

Le jury court métrage présidé par Jemima Catraye a attribué les prix suivants :
- Python Pygmée, prix du court-métrage : La Citerne de Lassaad Oueslati (Tunisie)
- Mention spéciale du jury : Le Fleuve Niger se meurt de Aborak Kandine Adam (Niger)

Le jury documentaire présidé par Moussa Sène Absa a attribué les prix suivants :
- Python Papou, prix du documentaire : La Couleur du Sacrifice de Mourad Boucif (Belgique)

### 2015
- Python Royal, grand prix du festival : Le Veau d'or, de Hassan Legzouli (Maroc)
- Mention spéciale du jury long métrage : Les Gracieuses, de Fatima Sissani (France)
- Python Papou, prix du documentaire : La nuit qu'on suppose, de Benjamin d'Aoust (Belgique)
- Python à Tête noire, prix du scénario original : Eugène Gabana, le pétrolier, de Jeanne Delafosse et Camille Plagnet (Burkina Faso/France)
- Python Pygmée, prix du court métrage : Un petit d'homme, de Jocelyne Desverchère (France)
- Python Tapis, prix du meilleur film d'animation : El Balsero, de Guillermo Zapata (Colombie)